# Musée d'Art contemporain de Shanghai
Le musée d'Art contemporain de Shanghai (en mandarin : 上海当代艺术馆) est un musée d'art situé à Shanghai en Chine. Il a ouvert en 2005.